# Sandra Montón Subías
Sandra Montón Subías (Barcelona 7 d'agost de 1965) és una arqueòloga feminista catalana, professora de recerca ICREA del Departament d'Humanitats de la Universitat Pompeu Fabra de Barcelona. Va ser cofundadora del grup AGE (Archaeology and Gender in Europe) i co-chair de la mateixa (2009-2015). Va ser també directora del grup de recerca en Polítiques transversals de gènere de la Universitat Pompeu Fabra (2010-2012).
Móntón lidera el projecte ABERIGUA (Arqueologia del Colonialisme Ibèric a Guam i les Illes Mariannes), que investiga l'impacte que el colonialisme espanyol va tenir per als habitants de l'illa de Guam —els chamorros— en l'arxipèlag de les Mariannes. Estudien les conseqüències de la dominació espanyola i la presència de les missions del jesuïtes en la vida quotidiana, en els rols de gènere i en les relacions de poder. És un projecte d'«arqueologia comunitària», en què també participen escolars i habitants de Guam.